# (400184) 2006 WZ133
(400184) 2006 WZ133 es un asteroide perteneciente al cinturón de asteroides, descubierto el 18 de noviembre de 2006 por el equipo del Mount Lemmon Survey desde el Observatorio del Monte Lemmon, Arizona, Estados Unidos.

## Designación y nombre
Designado provisionalmente como 2006 WZ133.

## Características orbitales
2006 WZ133 está situado a una distancia media del Sol de 2,701 ua, pudiendo alejarse hasta 2,953 ua y acercarse hasta 2,448 ua. Su excentricidad es 0,093 y la inclinación orbital 4,878 grados. Emplea 1621,59 días en completar una órbita alrededor del Sol.

## Características físicas
La magnitud absoluta de 2006 WZ133 es 17,1.